# Marengo (Iowa)
Marengo és una població dels Estats Units a l'estat d'Iowa. Segons el cens del 2000 tenia 2.535 habitants.

## Demografia
Segons el cens del 2000, Marengo tenia 2.535 habitants, 1.057 habitatges, i 658 famílies. La densitat de població era de 468,3 habitants/km².
Dels 1.057 habitatges en un 30,4% hi vivien nens de menys de 18 anys, en un 48,9% hi vivien parelles casades, en un 9,5% dones solteres, i en un 37,7% no eren unitats familiars. En el 32,9% dels habitatges hi vivien persones soles el 16,5% de les quals corresponia a persones de 65 anys o més que vivien soles. El nombre mitjà de persones vivint en cada habitatge era de 2,32 i el nombre mitjà de persones que vivien en cada família era de 2,98.
Per edats la població es repartia de la següent manera: un 25,4% tenia menys de 18 anys, un 6,9% entre 18 i 24, un 27,5% entre 25 i 44, un 21,5% de 45 a 60 i un 18,7% 65 anys o més.
L'edat mediana era de 38 anys. Per cada 100 dones de 18 o més anys hi havia 85,5 homes.
La renda mediana per habitatge era de 36.509 $ i la renda mediana per família de 47.153 $. Els homes tenien una renda mediana de 32.986 $ mentre que les dones 21.401 $. La renda per capita de la població era de 17.425 $. Entorn del 6,1% de les famílies i el 7,3% de la població estaven per davall del llindar de pobresa.

## Fills il·lustres
- Clarence Whitehill (1871-1932) baríton.

## Poblacions més properes
El següent diagrama mostra les poblacions més properes.